# Smittia fletcheri
Smittia fletcheri är en tvåvingeart som beskrevs av Freeman 1956. Smittia fletcheri ingår i släktet Smittia och familjen fjädermyggor.
Artens utbredningsområde är Uganda. Inga underarter finns listade i Catalogue of Life.